# 周至柔
周至柔（しゅう じじゅう / チョウ チージョウ、1899年11月30日〈光緒25年11月30日〉 - 1986年〈民国75年〉8月29日）は、中華民国の軍人、政治家。原名は百福。浙江省台州臨海県人。最終階級は陸軍一級上将。

## 経歴

### 早年経歴
周滕珊の子。早くに父を亡くし母親の侯夫人に育てられる。私塾から浙江省立第6中学（現台州中学）に入学。在学中は陸游などの詩文に親しんだ。1919年、保定陸軍軍官学校8期歩兵科入学。同期の陳誠、羅卓英と義兄弟の契りを結ぶ。1922年卒業後は浙江第2師（長：張載陽）見習官を経て排長、連長、1924年ごろに国民革命軍に入り、黄埔軍官学校の兵学教官になったとされる。ただし、1926年の第4期教員名簿の中に工科大隊南大隊隊附として名前が出るのみで、それ以前の経歴は不明点が多い。中央軍内部では義兄・陳誠とともに「土木系」と呼ばれる派閥を形成、彼の部下として北伐、国共内戦に参加。やがて中国国内での航空戦力の必要性に伴い海外に留学し空軍教育を視察。帰国後中央航空学校校長に任ぜられる。

### 中年経歴

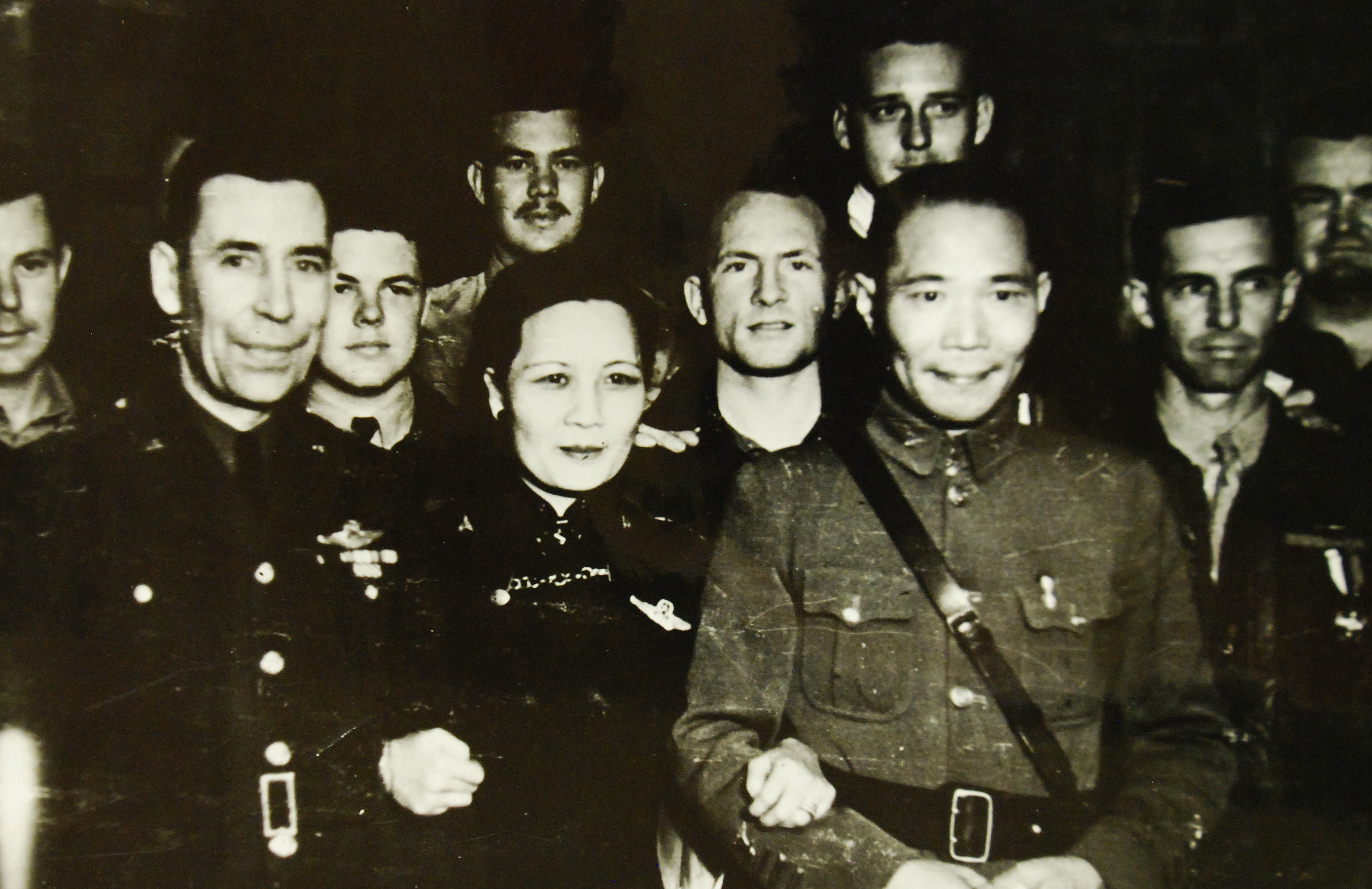
クレイトン・ビッセル准将、宋美齢と腕を組んで米軍パイロットと写る周至柔。1942年4月18日

1936年、航空委員会主任。日中戦争勃発後は第二次上海事変において第2・第5大隊を中心とした爆撃機・戦闘機部隊の空爆による上海駐留部隊の殲滅、および第4大隊を中心とした戦闘機部隊による日本海軍渡洋爆撃部隊の迎撃を指揮。渡洋爆撃部隊の迎撃は一定の成功をおさめたが、一方の上海爆撃では悪天候の中爆撃を強行した事や艦艇爆撃のノウハウが確立されていなかったこともあり租界内の民間人を多数巻き添えにする失態を犯した。
翌年、航空委員会秘書長宋美齢との空軍の主導権争いに敗れ蔣介石の側近である銭大鈞に主任の座を譲ったが、39年に銭大鈞が失脚すると再度主任に復帰。大戦全期にわたり中国空軍の総指揮を執った。終戦後の1945年9月16日、香港での日本軍降伏調印式（日本側代表は香港防衛隊長岡田梅吉陸軍少将、第二遣支艦隊司令長官藤田類太郎海軍中将）に空軍代表として出席。
1946年、中国空軍は正式に独立し、航空委員会は空軍総司令部に改編されると、周は初代空軍総司令に就任した。

### 晩年経歴
第二次国共内戦では1949年4月10日、溪口に到る。同年軍主力とともに台湾に逃れる。
1950年3月、参謀総長に就任。のち空軍副司令毛邦初の汚職事件に巻き込まれるが、最終的に潔白が証明された。
1954年7月、国防会議秘書長。
1957年、第6代台湾省政府主席となり、任期中に新竹海埔新生地の開発に携わる。また台湾省保安司令部司令兼任。
その後も 総統府参軍長、国家建設計画委員会主任委員など政府・党の要職を務める傍ら、スポーツの発展にも寄与した。
1986年8月29日、 台北市内の三軍総医院にて死去。享年88。骨壷はアメリカ合衆国ニューヨークハイド・パーク付近の荘厳寺内にあり。

## 栄典
| 国内勲章                   | 国内勲章 | 国内勲章 | 国内勲章               | 国内勲章           | 国内勲章 | 国内勲章 |
| 受章年                     | 国籍     | 略綬     | 勲章名                 | 備考               |          |          |
| -------------------------- | -------- | -------- | ---------------------- | ------------------ | -------- | -------- |
| 1931年（民国20年）4月4日   | 中華民国 |          | 四等宝鼎勲章           |                    |          |          |
| 1936年（民国25年）11月12日 | 中華民国 |          | 三等雲麾勲章           |                    |          |          |
| 1942年（民国31年）11月2日  | 中華民国 |          | 干城甲種一等獎章       |                    |          |          |
| 1943年（民国32年）10月10日 | 中華民国 |          | 一等空軍復興栄誉勲章   |                    |          |          |
| 1943年（民国32年）10月11日 | 中華民国 |          | 二等雲麾勲章           |                    |          |          |
| 1944年（民国33年）1月1日   | 中華民国 |          | 二等景星勲章           |                    |          |          |
| 1944年（民国33年）8月13日  | 中華民国 |          | 青天白日勲章           |                    |          |          |
| 1945年（民国34年）10月10日 | 中華民国 |          | 抗戦勝利勲章           |                    |          |          |
| 1946年（民国35年）1月11日  | 中華民国 |          | 忠勤勲章               |                    |          |          |
| 1947年（民国36年）3月14日  | 中華民国 |          | 二等宝鼎勲章           |                    |          |          |
| 1947年（民国36年）8月14日  | 中華民国 |          | 一等宝鼎勲章           |                    |          |          |
| 1948年（民国37年）8月14日  | 中華民国 |          | 一等景星勲章           |                    |          |          |
| 1950年（民国39年）8月14日  | 中華民国 |          | 国光勲章               |                    |          |          |
| 海外勲章                   |          |          |                        |                    |          |          |
| 受章年                     | 国籍     | 略綬     | 勲章名                 | 備考               |          |          |
| 1945年9月16日              | イギリス |          | 大英帝国勲章コマンダー | 香港解放の功による |          |          |

## 年譜
- 1925年 - 虎門要塞司令部参謀長
- 1926年

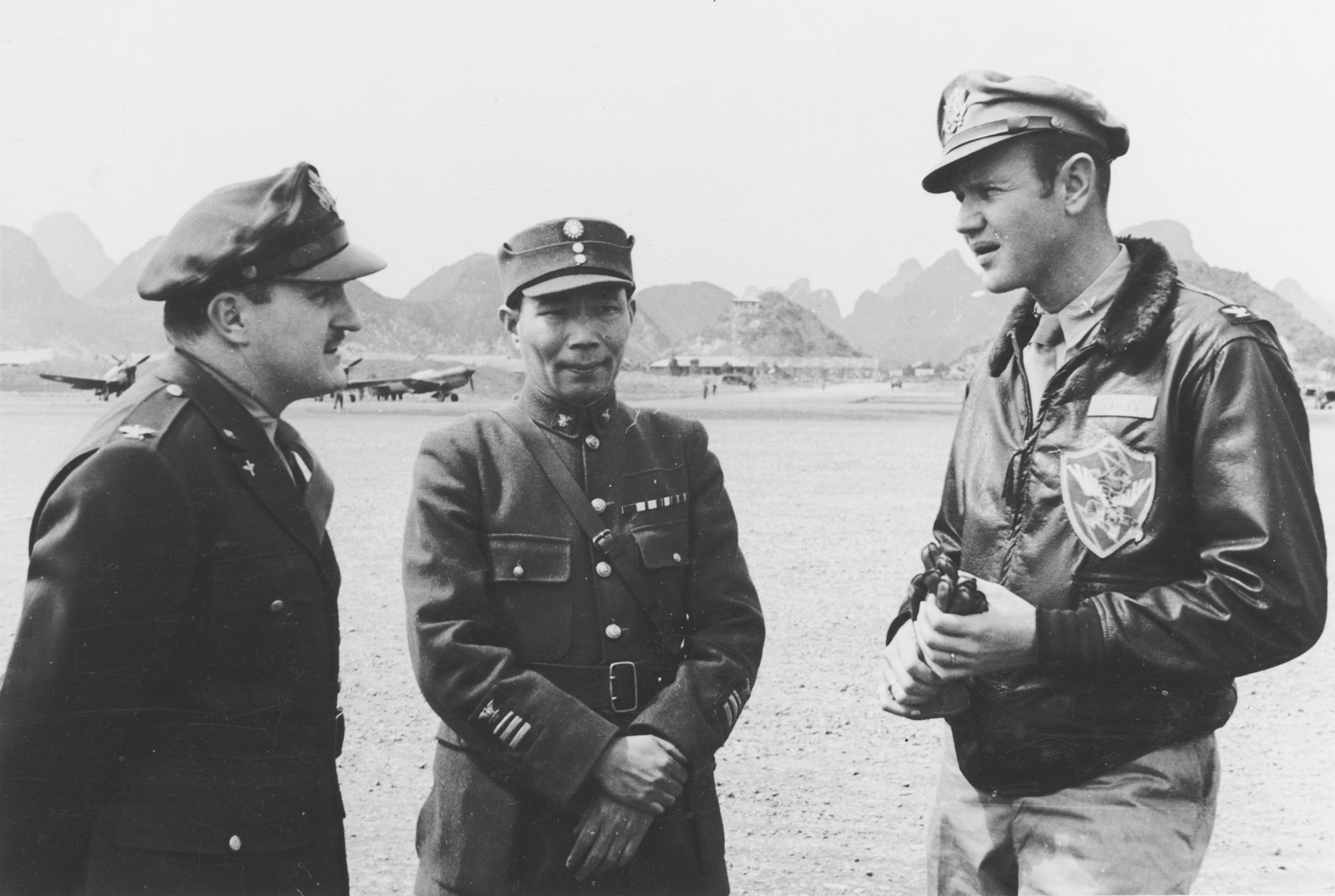
第412飛行団隊長テックス・ヒル大佐（右）ら米軍軍人と。左はアラン・ベネット大佐か？1944年、桂林

  - 3月ごろ - 黄埔軍校工科大隊南大隊隊附
  - 7月31日 - 予備第1師（11月第21師に改編、師長：厳立三）第3補充団附（団長：陳誠）[25]
- 1927年7月 - 第21師参謀長[26]
- 1928年
  - 4月 - 軍事委員会軍政庁軍政処処長
  - 6月 - 軍政庁長江上遊弁事処処長[27]
- 1930年4月 - 第11師第33旅旅長[28]
- 1931年
  - 1月 - 第14師副師長[29]
  - 8月 - 第14師師長
- 1932年6月12日 - 航空委員会委員
- 1933年5月 - 第18軍副軍長
- 1934年 - 中央航空学校子弟学校（現：兆湘国民小学）董事長[30]（校長：陳鴻韜[31]）
  - 7月14日 - 中央航空学校校長[32]（-1936年2月25日[33]）
- 1935年 - 全国航空建設会委員 全国航空建設会常務委員
- 1936年
  - 1月24日 - 陸軍中将
  - 2月24日 - 航空委員会弁公庁主任（4月に航空委員会主任と改称）
- 1937年 - 航空委員会常務主任委員 航空委員会第一庁庁長
  - 7月 - 航空委員会総指揮部司令
- 1938年5月 - 空軍軍官学校教育長
  - 航空委員会主任参事
- 1939年 - 航空委員会主任(-1946年)
- 1940年12月1日 - 空軍参謀学校校長（～1943年2月28日）[34]
- 1943年4月 - 三民主義青年団第一届中央監察
- 1945年5月 - 中国国民党中央執行委員
  - 軍事委員会委員長侍従室第一處主任
- 1946年
  - 5月31日 - 空軍総司令部初代総司令（～1952年3月14日）
  - 11月 - 制憲国民大会代表（～1947年）
- 1947年4月17日 - 国防部国防科学委員会委員（～49年）[35]
- 1950年3月25日 - 国防部参謀総長
  - 4月25日 - 陸軍二級上将[36][37]
- 1951年 - 一級上将
- 1952年1月 - 中国青年反共救国団団務指導委員
- 1953年7月 - 行政院経済安定委員会委員
  - 7月22日 - 中華全国バスケットボール委員会主任委員
- 1954年7月 - 国防会議秘書長（～1957年8月）
- 1956年6月 - 中華全国体育共進会理事長
- 1957年
  - 8月16日 - 台湾省政府（第六任）主席（～1962年12月1日）台湾省保安司令部司令・台湾省民防司令部司令(～1958年6月)
  - 8月 - 台湾省政府委員（～1962年11月）
- 1962年
  - 3月 - 行政院経済動員計画委員会副主任委員
  - 11月22日 - 総統府参軍長（～1967年6月）
- 1965年1月 - 全国ゴルフ協会理事長（～1972年8月）
- 1967年2月 - 国家安全会議国家建設計画委員会主任委員（～1972年8月）
- 1972年8月 - 国家安全会議国家建設研究委員会主任委員（～1986年8月29日）
- 1976年11月 - 中国国民党中央評議委員（～1986年8月29日）
- 1981年4月 - 中国国民党中央評議委員会主席団主席（～1986年8月29日）

## 関連作品
- TVドラマ『血戦長空』：2011年、中国・世紀長龍影視股份有限公司製作、安徽衛視（中国語版）などで放映。演・呉京安（中国語版）